# تضخم الدماغ
تضخم الدماغ (يُطلق عليه «إم إي جي» اختصارًا) هو اضطراب تطوري نمائي مميز بضخامة غير طبيعية في الدماغ. يتميز متوسط وزن الدماغ في هذا الاضطراب بانحراف معياري أعلى بمقدار 2.5 عن متوسط مجموع السكان. من المعتقد أن السمات المميزة لتضخم الدماغ موجودة لدى ما يقارب 1 من كل 50 طفل (2%) بين مجموع السكان.
من المرجح أن الطفرة في مسار «بّي آي 3 كيه – إيه كيه تي» مسؤولة بشكل رئيسي عن توالد الدماغ ما قد يجعلها السبب الكامن وراء تطور تضخم الدماغ. تؤدي هذه الطفرة إلى فئة من فرط تطور الدماغ مكونة من متلازمتين متمثلتين في ضخامة الرأس وتشوه الشعيرات الدموية (إم سي إيه بّي) وضخامة الرأس وكثرة الأصابع وصغر التلافيف واستسقاء الرأس (إم بّي بّي إتش). يمكن تشخيص تضخم الرأس عادة عند الولادة بالإضافة إلى تأكيده باستخدام «إم آر آي».
يرتبط العديد من الاضطرابات العصبية النفسية بتضخم الدماغ؛ مع ذلك، أظهرت الدراسات حدوث التوحد كأكثر الاضطرابات شيوعًا فيما يتعلق بترافقها مع شذوذات تضخم الدماغ. على الرغم من عدم وجود علاج لتضخم الدماغ في الوقت الحالي، تركز وسائل تدبير المرض على إنقاص حالات العجز المرتبطة بالتوحد. تمحورت الأبحاث الأخيرة حول إيجاد المثبطات القادرة على إنقاص مسار الطفرة المسبب لتضخم الدماغ.

## التصنيف

### ضخامة الرأس
يُستخدم مصطلح ضخامة الرأس في وصف امتلاك الفرد لرأس كبير شاذ. يُعتبر الفرد مصابًا بضخامة الرأس عند تجاوز محيط رأسه 95% أو الانحراف المعياري 2.5 على الأقل عن متوسط مجموعات الوزن والجنس الطبيعية في الولايات المتحدة. لا يعاني المصاب بضخامة الرأس من تضخم الدماغ بالضرورة. لا تظهر الجماجم المتضخمة في العادة أي حالات عصبية تطورية على الإطلاق، أي يمكن اعتبار معظم الأفراد المصابين بضخامة الرأس أصحاء.

### تضخم الدماغ الشقي

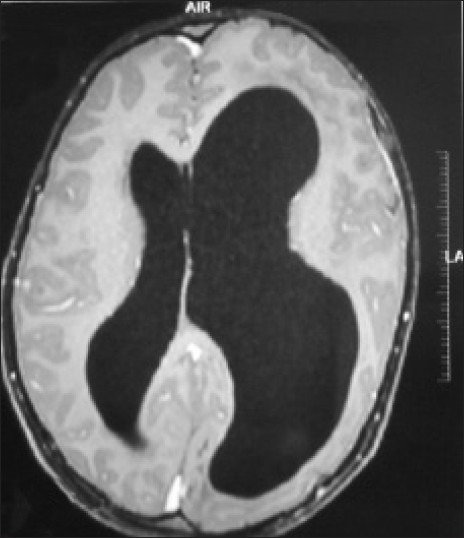
تضخم الدماغ الشقي في الجانب الأيسر لدى شخصٍ مصابٍ بورام ليفي عصبي

يمثل تضخم الدماغ الشقي إحدى الأشكال النادرة للغاية من ضخامة الرأس، ويتميز بحدوث تطور غير متساو بين نصفي الكرة المخية للدماغ (أحد نصفي الدماغ أكبر من الآخر). قد تتظاهر هذه المتلازمة بشكل منفرد أو تترافق مع المتلازمة العداسية أو العملقة الشقية. بالإضافة إلى ذلك، يؤدي تضخم الدماغ الشقي إلى حالات متكررة وشديدة من الصرع، والعجز العصبي المنطقي البؤري، وضخامة القحف والتخلف العقلي المعتدل حتى الشديد.

### «إم سي إيه بّي»
يُعد ضخامة الرأس وتشوه الشعيرات الدموية (إم سي إيه بّي) إحدى المتلازمتين الرئيسيتين من تضخم الدماغ. نموذجيًا، يمكن التمييز بين «إم سي إيه بّي» و «إم بّي بّي إتش» من خلال السمات الجسمية. يشمل تضخم الدماغ الشعيري عددًا من السمات الملاحظة عند الولادة بما في ذلك: الشذوذات الوعائية الجلدية، على وجه الخصوص الشذوذات الشعيرية في الوجه والجلد المرمري، وكثرة الأصابع، وخلل تنسج النسيج الضام وفرط النمو البؤري أو القطعي. علاوة على ذلك، قد يرتبط تضخم الدماغ الشعيري في بعض الحالات مع فرط النمو الدماغي غير المتناظر (تضخم الدماغ الشقي) بالإضافة إلى فرط نمو الجسم القطعي (الضخامة الشقية).

### «إم بّي بّي إتش»
تمثل ضخامة الرأس وكثرة الأصابع وصغر التلافيف واستسقاء الرأس (إم بّي بّي إتش) إحدى المتلازمتين الرئيسيتين من تضخم الدماغ. نموذجيًا، يمكن التمييز بين «إم سي إيه بّي» و«إم بّي بّي إتش» من خلال السمات الجسمية. على العكس من «إم سي إيه بّي»، تفتقر «إم بّي بّي إتش» إلى السمات الجسمية فيما عدا كثرة الأصابع خلف محور الطرف. علاوة على ذلك، يحدث تطور الجسم والدماغ بشكل متناظر في العادة لدى غالبية المرضى الذين يختبرون أعراض «إم بّي بّي إتش».

## مظاهر المرض

### التوحد
توجد علاقة وثيقة بين تضخم الدماغ والتوحد. يعاني ما يقارب 20% من أطفال التوحد من تضخم الدماغ، ما يجعله أكثر السمات الجسمية شيوعًا للتوحد. عادة ما يظهر المرضى المصابون بكل من تضخم الدماغ وسمات التوحد أيضًا علامات فرط النشاط كأحد الأعراض الرئيسية. مع ذلك، لا يوجد دليل حاسم على اعتبار التوحد السبب / النتيجة الأولى لتضخم الدماغ.

### ارتباطات أخرى
- لاتصنع الغضروف
- متلازمة بكوث ودمان
- ورم عصبي ليفي من النوع الأول (NF1)
- تصلب حدبي (TS)
- متلازمة كليبل-ترينوناي
- متلازمة الوحمة البشروية [الإنجليزية]

## التشخيص
شهد تشخيص تضخم الدماغ تغيرات عدة مع مرور الوقت، مع ذلك، تمكن الأطباء حديثًا من تشخيص هذا المرض بدقة أكبر مع تطور المعدات الأكثر حداثة. يشمل التشخيص عادة إجراء فحص جسمي عند ظهور سمات تضخم الدماغ في البداية. يحدث هذا نموذجيًا عند الولادة أو خلال التطور في مرحلة الطفولة المبكرة. يتخذ الطبيب بعد ذلك عددًا من التدابير الرئيسية من أجل تحديد المحيط. يُعرف ذلك باسم محيط الرأس. يخضع المصاب بعد ذلك لتسجيل الخلفية العائلية من أجل تحديد وجود تاريخ من تضخم الدماغ في العائلة.
يخضع المصاب بعد ذلك للفحص العصبي باستخدام تقنية «إم آر آي» من أجل تأكيد تشخيص تضخم الدماغ. تعطي هذه اختبارات التصوير هذه معلومات تفصيلية عن حجم الدماغ، وعدم تناظر الحجم وغيرها من التطورات غير المنتظمة المرتبطة بكل من «إم سي إيه بّي»، و«إم بّي بّي إتش» وتضخم الدماغ الشقي.
يوجد أيضًا ارتباط قوي بين الصرع وتضخم الدماغ ما من شأنه مساعدة الأطباء في تأكيد التشخيص.
عند تأكيد تشخيص تضخم الدماغ، يحيل الطبيب الطفل إلى أخصائي من أجل التركيز على تدبير الأعراض وتحسين نمط الحياة. نظرًا إلى تظاهر تضخم الدماغ عادة بالترافق مع التوحد، يتمثل هدف العلاج في تحسين حالات العجز المرتبطة بأسباب التوحد. بالإضافة إلى ذلك، نظرًا إلى امتلاك كل مريض نمطًا فريدًا من الأعراض، لا توجد وسيلة علاج محددة إذ تعتمد الخيارات العلاجية بشكل كبير على الأعراض المتعلقة بكل فرد.

## العلاج
لا يوجد في الوقت الحالي علاج محدد لتضخم الدماغ، مع ذلك، تُستخدم مقاييس الرأس الدورية من أجل المساعدة في تحديد معدل نمو الدماغ. يمكن وصف الأدوية المضادة للصرع من أجل تخفيف النوبات لدى الأفراد المصابين بالاضطرابات العصبية. أظهرت الدراسات أن تخفيف حالة الصرع قادر على زيادة مستوى الاستماتة الخلوية وإنقاص تكاثر العصبونات الذي يؤدي في النهاية إلى فرط نمو الدماغ.

## المآل
يعتمد إنذار تضخم الدماغ بشكل كبير على السبب الكامن خلف المرض والاضطرابات العصبية المرافقة. نظرًا إلى ارتباط غالبية حالات تضخم الدماغ مع التوحد، يُعتبر الإنذار نظيرًا لهذه الحالة المرافقة. يصبح الإنذار سيئًا عند ترافق تضخم الدماغ مع النوبات الشديدة، والخزل الشقي والإعاقة الفكرية. في غالبية الحالات، لا يتمكن أولئك المصابون بهذا النوع من تضخم الدماغ من البقاء خلال مرحلة البلوغ.

## الأبحاث
يهدف البحث المستقبلي إلى إيجاد فهم أفضل للطفرات وكيفية تسببها بتطور متلازمتي «إم سي إيه بّي» و «إم بّي بّي إتش». شملت غالبية الدراسات حول تضخم الدماغ الفئران ذات الشذوذات الدماغية وفرط النمو الدماغي. تتمثل الخطوة التالية في الانتقال إلى التجارب السريرية التي تشمل البشر من أجل تحديد الطفرة الجينية المسببة لتسلسلات المرض. علاوة على ذلك، بدأ العلماء والشركات الدوائية في إيلاء اهتمامهم لتثبيط الطفرات وتطوير الوسائل الوقائية بهدف القضاء على السبب الكامن خلف تضخم الدماغ.

## روابط خارجية
- صفحة معلومات تضخم الدماغ (بواسطة المعهد الوطني للاضطرابات العصبية والسكتة الدماغية)